# Syzygium paucipunctatum
Syzygium paucipunctatum är en myrtenväxtart som först beskrevs av Sijfert Hendrik Koorders och Theodoric Valeton, och fick sitt nu gällande namn av Elmer Drew Merrill och Lily May Perry. Syzygium paucipunctatum ingår i släktet Syzygium och familjen myrtenväxter. Inga underarter finns listade i Catalogue of Life.